# Sant'Ivo alla Sapienza
Sant'Ivo alla Sapienza (Sint-Ivo bij de Sapienza) is een barokke kerk in Rome. Het gebouw is ontworpen door Francesco Borromini in 1642 en werd gebouwd tussen 1642 en 1664.

## Geschiedenis
De kerk is gewijd is aan Ivo van Bretagne, de patroonheilige van de juristen. Ze is geïntegreerd in het Palazzo della Sapienza, het gebouw dat tussen 1563 en 1632 werd opgetrokken als huisvesting voor de verschillende departementen van de pauselijke universiteit die voorheen verspreid lagen over de rione (wijk) Sant'Eustachio.
De kerk sluit de binnenkoer van het Palazzo della Sapienza af aan de oostzijde. Ze werd ontworpen en gebouwd door Francesco Borromini, die hier zijn kenmerkende spel met concave en convexe vormen tot het uiterste heeft doorgedreven. Hij heeft het gebouw ontworpen in 1642 en gerealiseerd tussen 1644 en 1666, tijdens het pontificaat van Innocentius X en Alexander VII. Vandaar dat de emblemen van hun beider familiewapens hier te zien zijn: de duif met olijftak van de familie Pamphilj en de zes heuvels onder een ster van de familie Chigi.

## Beschrijving

#### Exterieur
De gevel van de kerk is concaaf, en sluit qua hoogte en kleurgebruik aan bij de twee ordes (verdiepingen) van de open galerij van het palazzo. Op beide uiteinden van de gevel staat het embleem van de familie Chigi waartoe paus Alexander VII (1655-1666) behoorde: zes heuvels met daarboven een achtpuntige ster. 
Boven die gevel verheft zich de helwitte tamboer van de kerk, die met z'n drie convexe lobben de breedte van de gevel evenaart. De koepel draagt een fijne lantaarn waarboven een merkwaardige spits omhoogreikt als een kroon. Deze stijgt spiraalvormig op en wordt alsmaar fijner. De top draagt een marmeren vlam, een ronde metalen kooi, een goudkleurige bol, en hogerop een smeedijzeren duif en een kruis.

#### Interieur
Zoals vaak wendt Borromini ook hier eenvoudige materialen aan: het bakstenen gebouw is volledig overdekt met helwit stucwerk. Dat zorgt voor een helder interieur, ook al komt het daglicht enkel binnen via de vensters in de koepel en in de lantaarn.
Het grondplan van de kerk bestaat uit twee gelijkzijdige driehoeken die elkaar kruisen in de vorm van een zespuntige ster. De hoeken van de ene driehoek stulpen echter bolvormig uit terwijl die van de andere hol zijn ingekort; zodoende is de omtrek van de kerk één eindeloze golvende lijn. In de nissen stonden oorspronkelijk beelden van de 12 apostelen; deze vielen artistiek niet in de smaak en werden verwijderd in het midden van de 18de eeuw.
Het schip wordt volledig overdekt door de koepel, waarin het lijnenspel van de muren zich rechtstreeks doorzet. De convexe en concave vormen worden hier afgescheiden door hoeken die als ribben dóórlopen tot aan de lantaarn. Het geheel van de koepel is bezet met stucwerk, waar we opnieuw de zes heuvels en de ster van de familie Chigi zien. Rondom de lantaarn zweven zes cherubijnen.
Op ingenieuze wijze heeft Borromini de halfronde koepel die in het interieur is te zien, ingewerkt in de verticale tamboer en het kleine bovenste segment van de koepel die aan de buitenzijde worden waargenomen (zie schets van de doorsnede in de Galerij).
Boven het hoofdaltaar hangt het motto van de toen nog pauselijke universiteit La Sapienza. De tekst is in het Latijn en luidt: "Initium sapientiae timor Domini", wat betekent: "Het begin van de wijsheid is vrees voor de Heer". Van dit motto is de gebruikelijke benaming van deze universiteit afgeleid.

## Galerij

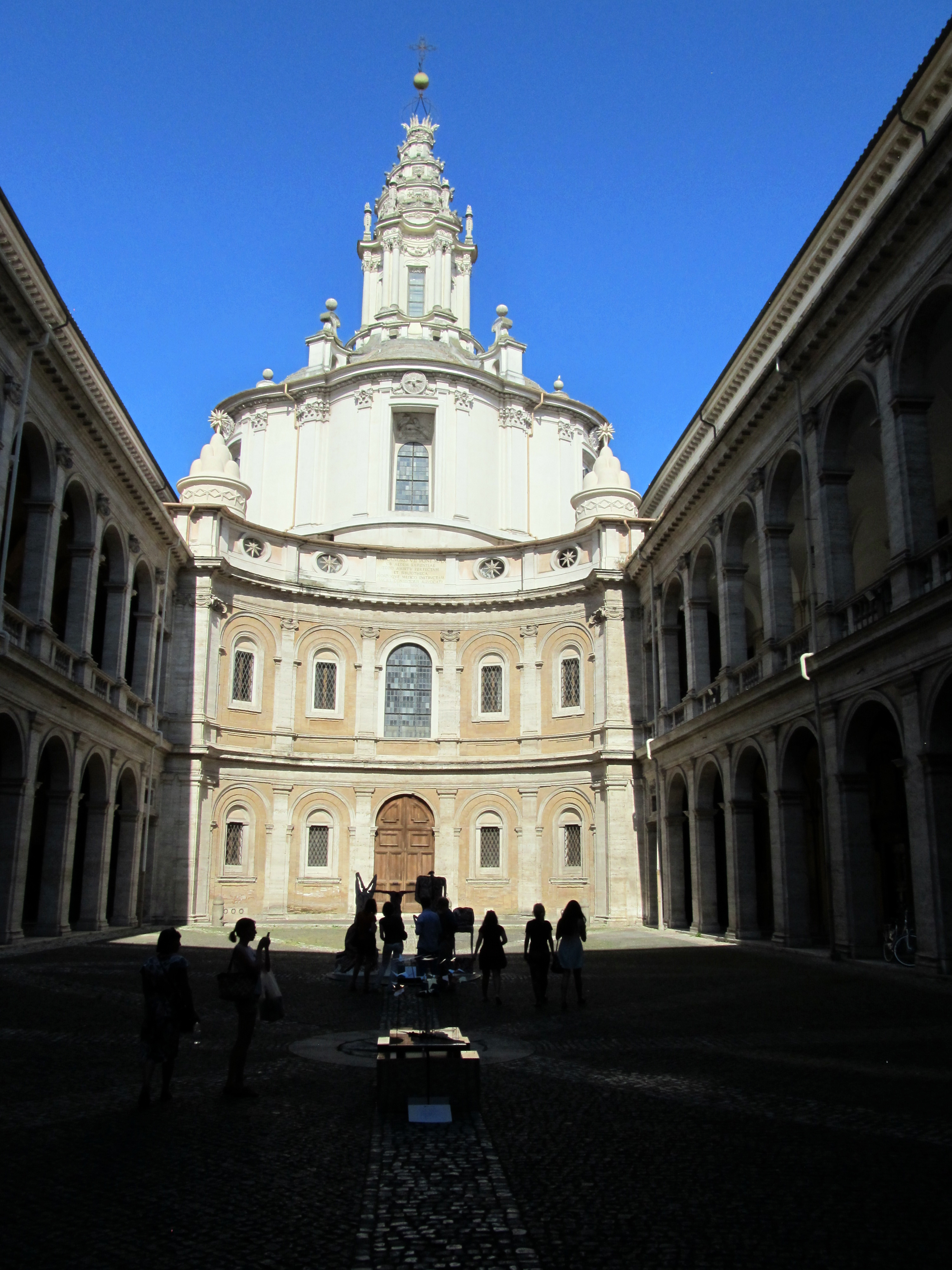
De kerk en de cortile van Palazzo della Sapienza.
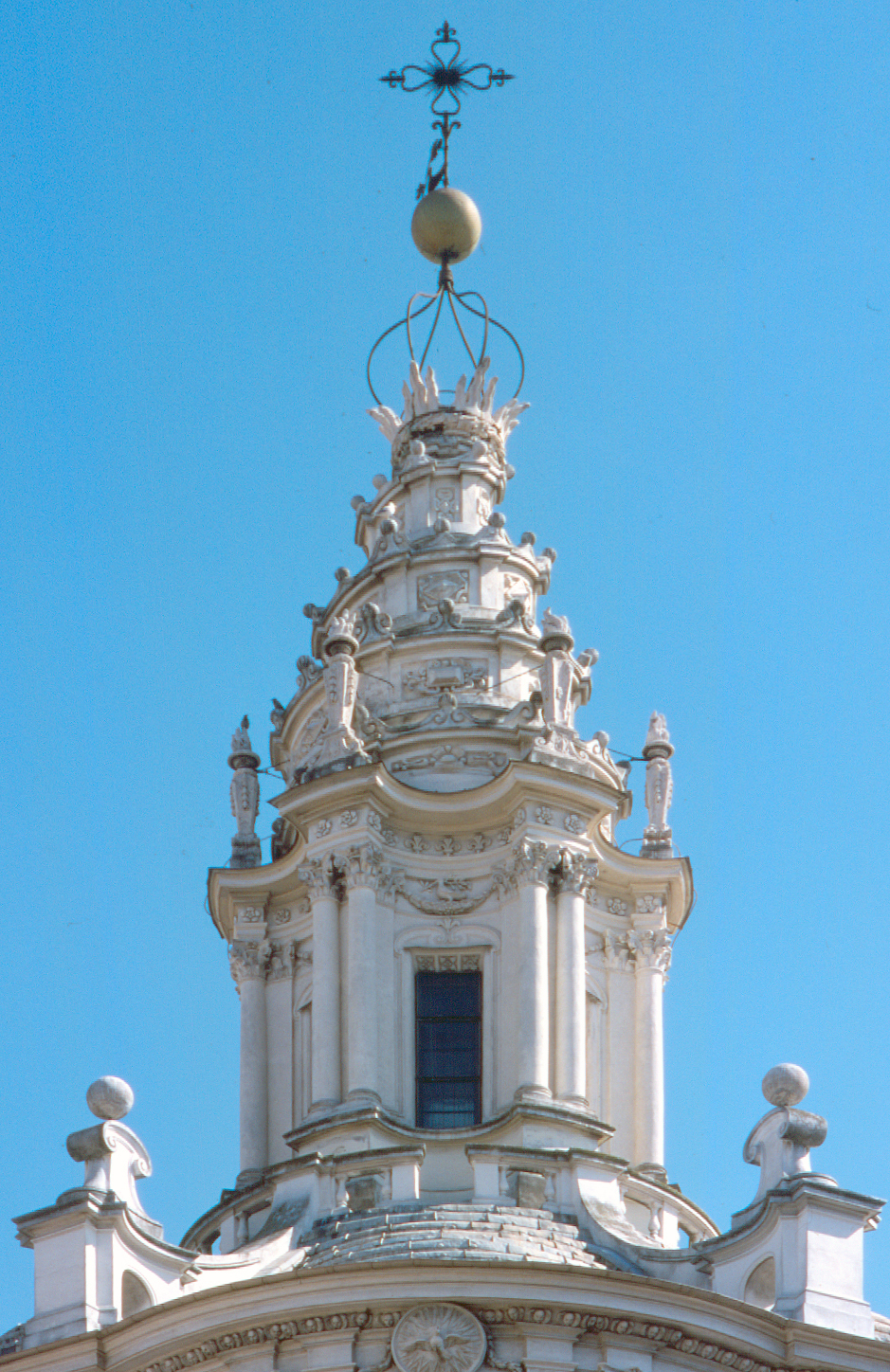
De torenspits.
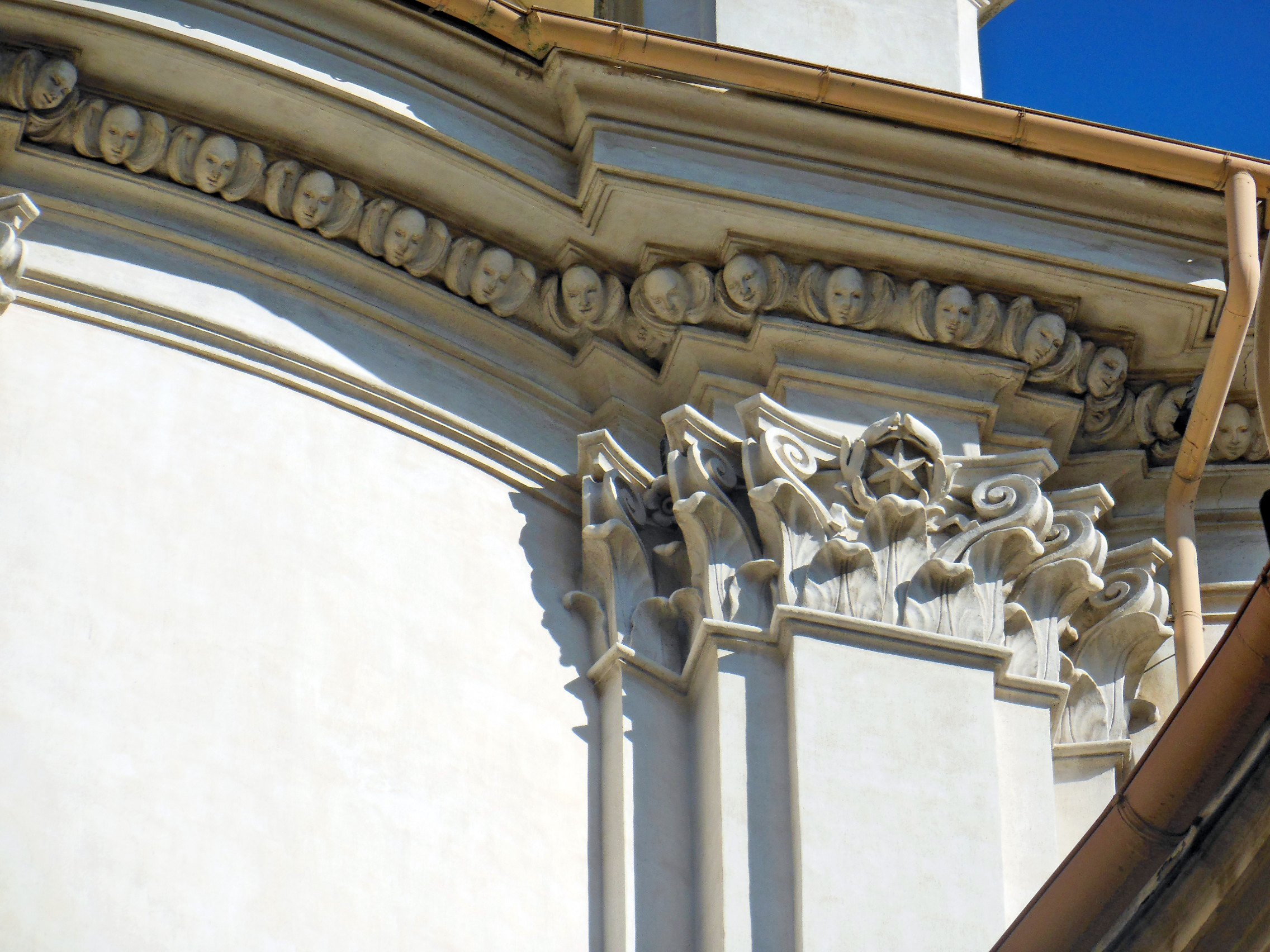
Detail van de gevel.
Het grondplan van het schip.
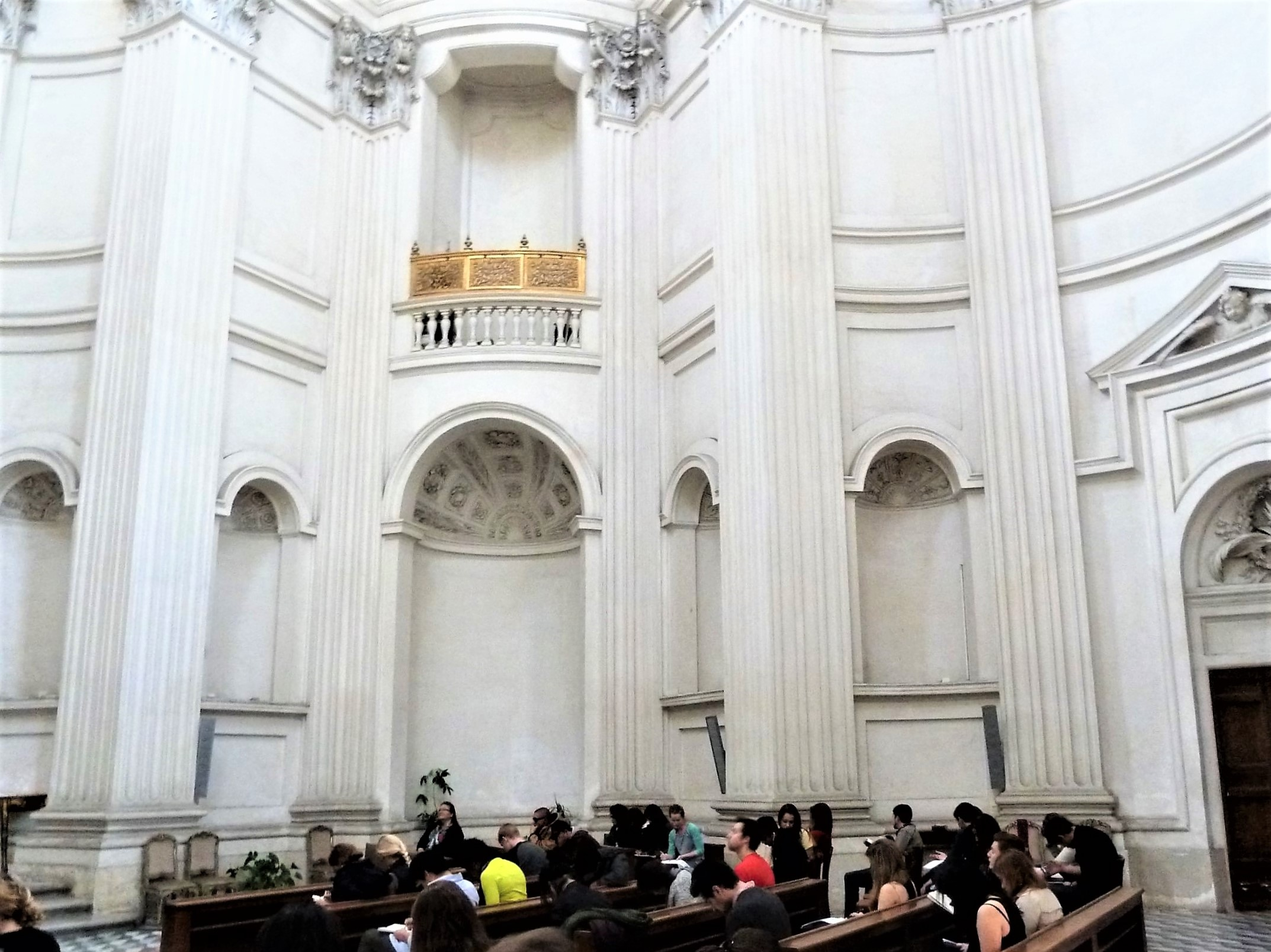
Het interieur.
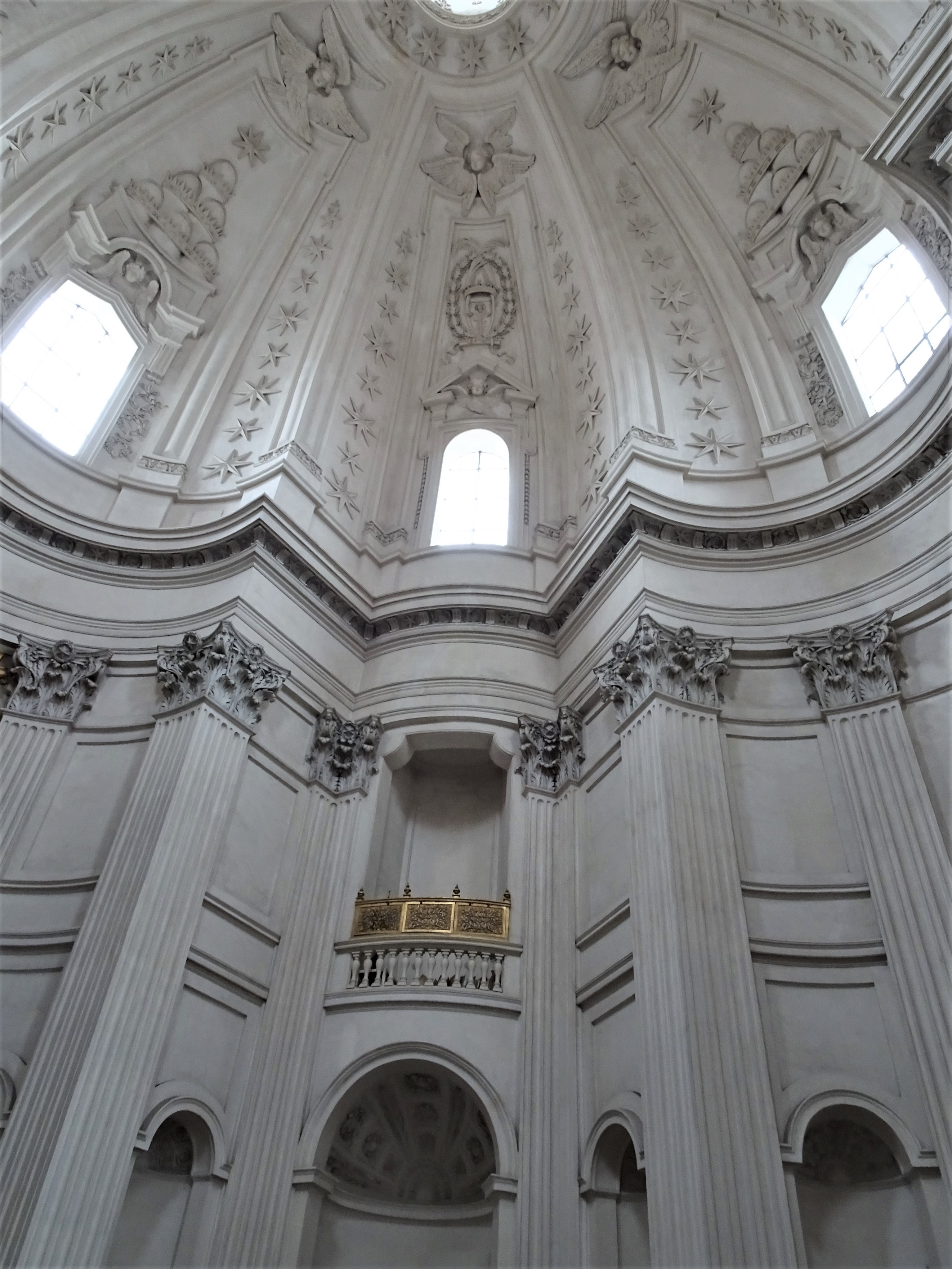
Het schip en de koepel.
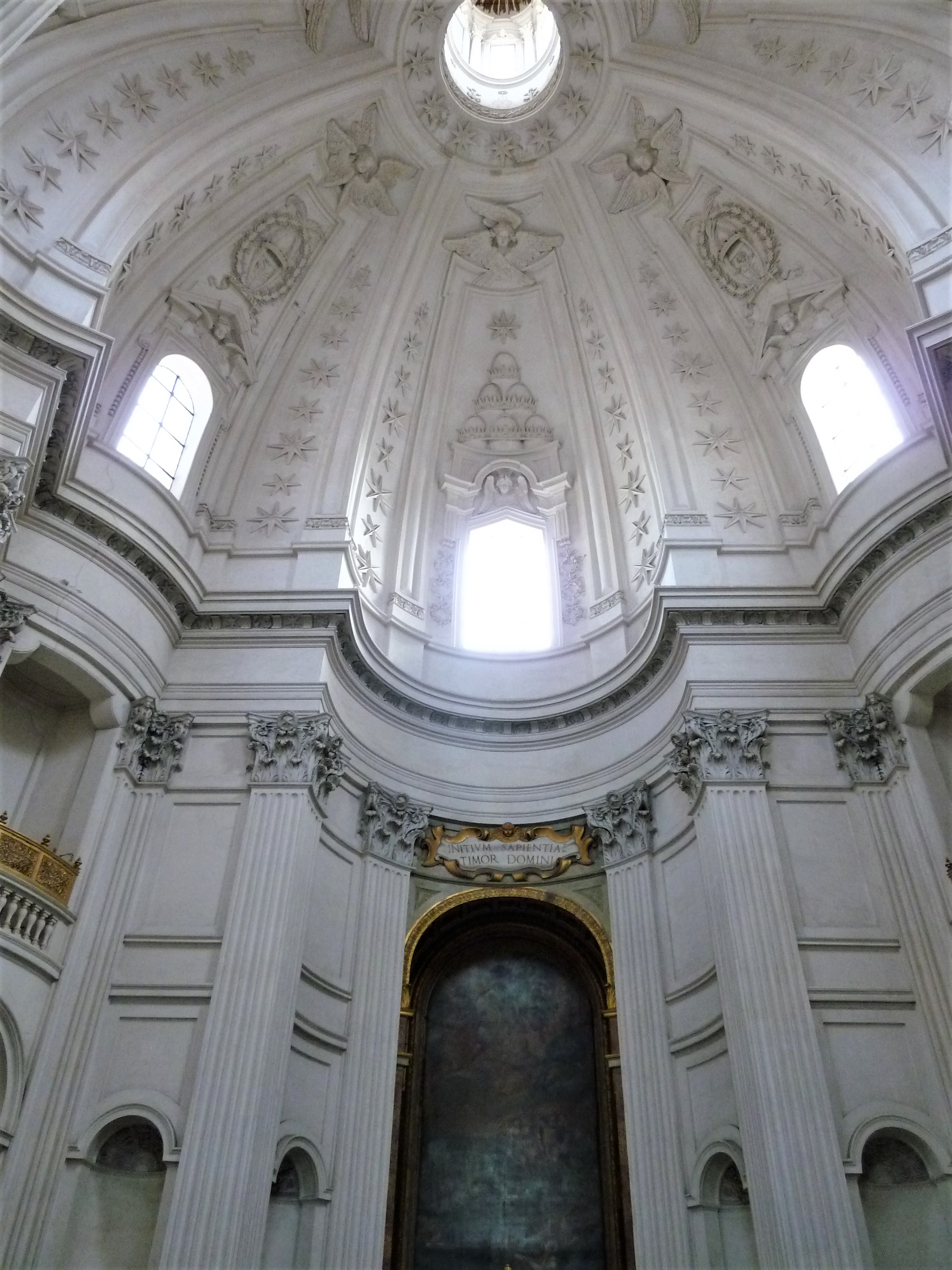
Het hoofdaltaar en de koepel.
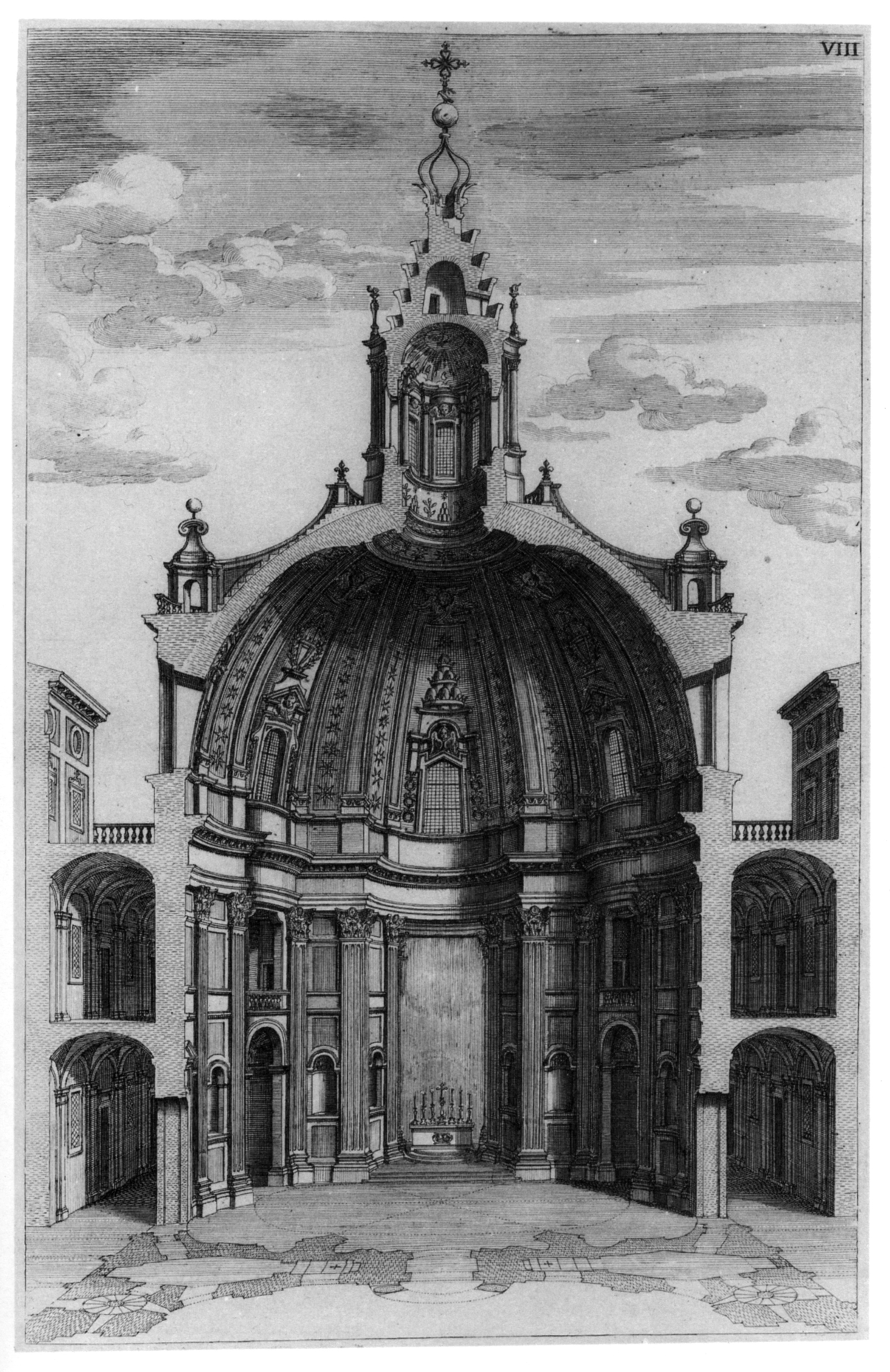
Doorsnede van de kerk.
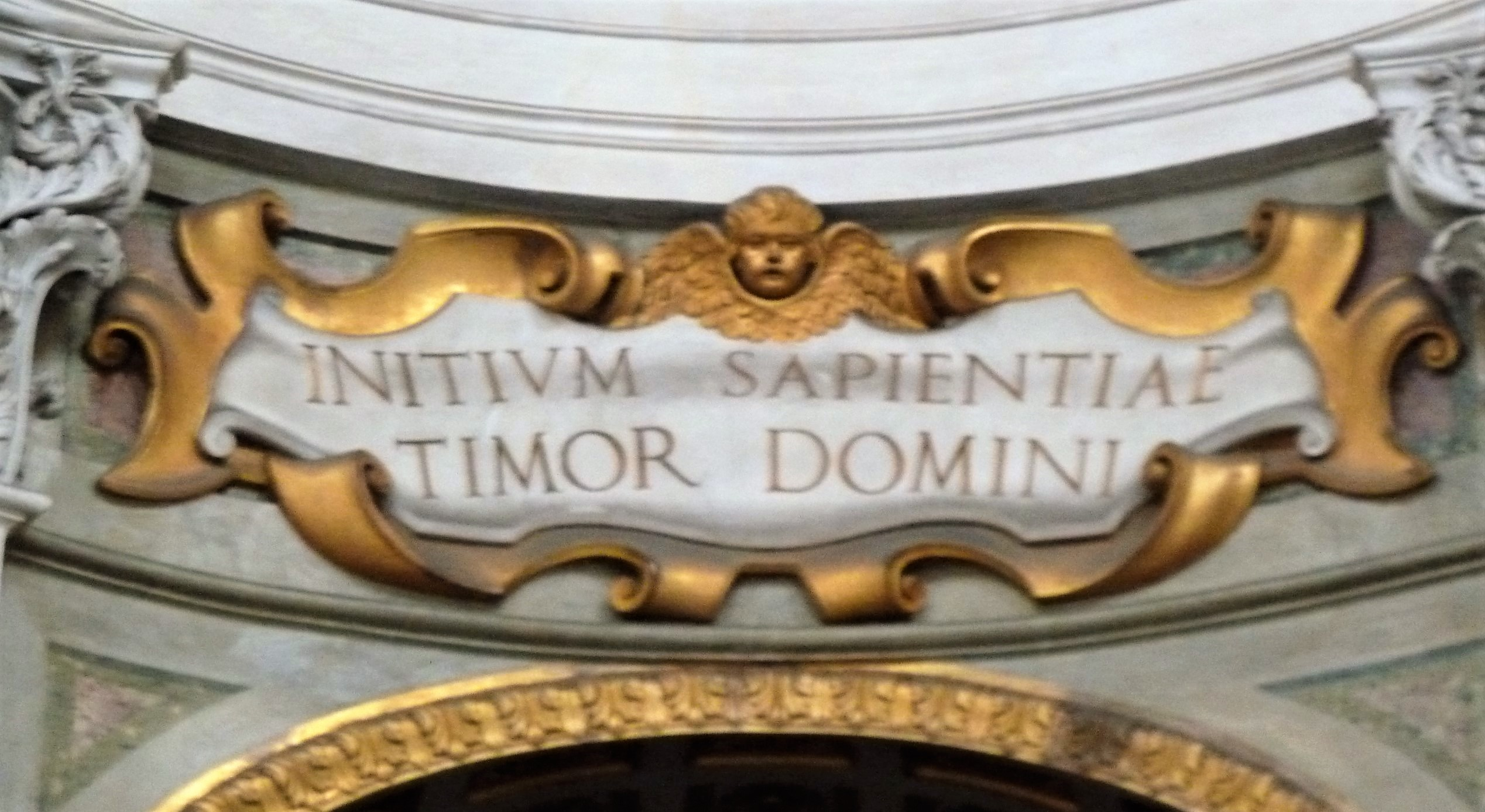
Het motto van de vroegere universiteit.
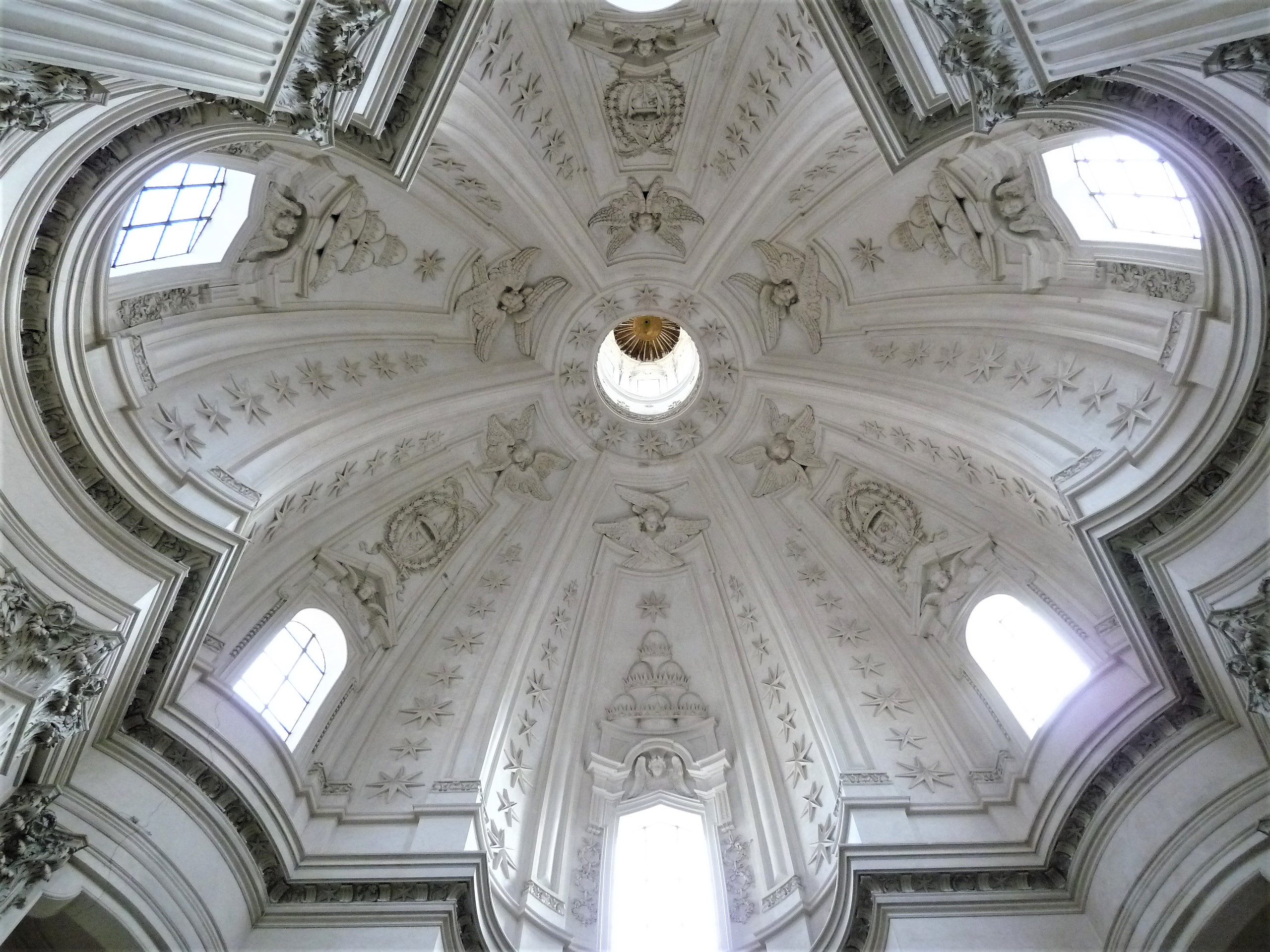
De koepel.
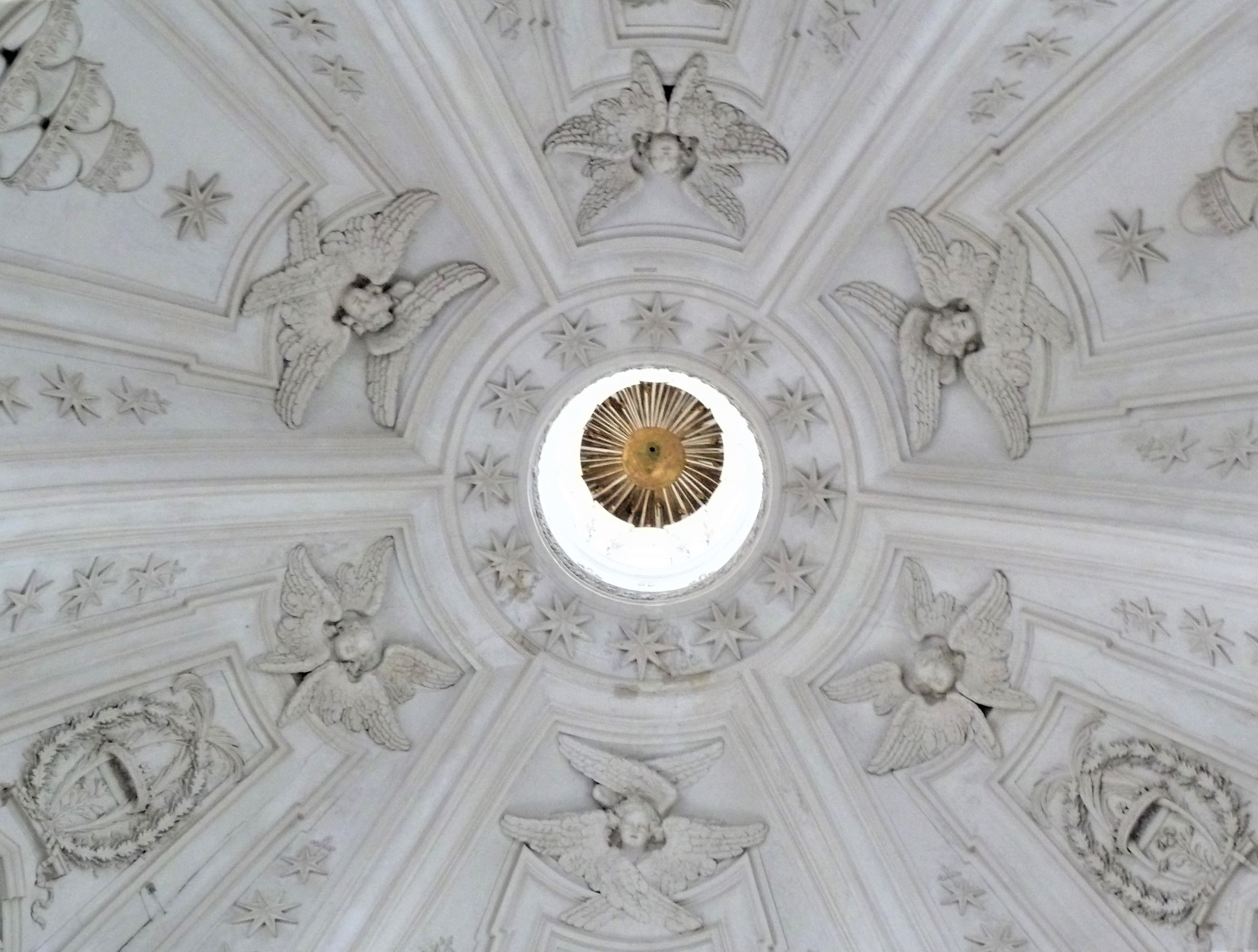
Cherubijnen rondom de lantaarn.

## Geraadpleegde informatie
- (it) Touring club italiano. (1993). Roma. Il Touring club, Milano. ISBN 88-365-0508-2. p. 383.
- (it) LUCENTINI, MAURO, La grande guida di Roma : per chi ama la città eterna e vuole conoscerla meglio in poco tempo. Newton & Compton, Roma (1999). ISBN 88-8289-053-8. p. 506.
- (it)  Fiche Sant'Ivo alla Sapienza van www.info.roma.it.
- (it)  Fiche Sant'Ivo alla Sapienza van www.romasegreta.it.